# 醒著做夢
《醒著做夢》是香港歌手張學友的第16張國語專輯，也是第39張錄音室專輯，於2014年12月23日正式發行，唱片監製人是張學友與杜自持。專輯的實體唱片發行有CD、藍光光碟及黑膠唱片等三種，該張專輯被認為是繼《真情流露》、《Private Corner》後張學友的第三張發燒大碟。

## 介紹
這張唱片推出時正值張學友在樂壇的第三十年，所以外界認為是他個人出道三十週年的紀念作品；但他個人並未特意強調過這一點。包括十首歌曲的完整唱片最早於美東時間22號於iTunes Store上釋放發行，僅10分鐘后便摘得銷量冠軍。
唱片中所收錄的三首單曲分別是《用餘生去愛》、《時間有淚》和《你說的》；其中《用餘生去愛》最早於當年10月27日在網絡媒介釋放發行，而《時間有淚》則在12月3日跟隨MV一同釋放發行，《你說的》則在唱片發行的前兩日被推出。其中《用餘生去愛》在推出後於香港、台灣和新馬地區的多個主流音樂排行榜中奪得冠軍，成為唱片中的第一首冠軍單曲。
唱片在2013年開始錄製，但從構思、雛形到作品的形成，共耗時十年之久。張學友亦有表示：“收歌阶段的时候遇到瓶颈，在来来回回的选歌过程中，却促使我完成了不少其他作品与演唱纪录，不管怎样，我已经尽最大努力去做了。”唱片的構思被提出后，環球唱片在2004年左右即將製作的部分款項撥給張學友的工作室，但是當時並沒有引起重視；直到2012年后張學友才開始將構思變成計劃，并開始由自己的公司出資開始策劃和製作這張大碟。2013年，唱片開始在至少三個錄音室錄音，分別是位於香港的iMusic Workshop錄音室、英國倫敦的世界流行樂殿堂級著名錄音室艾比路錄音室（Abbey Road Studios）；以及在美國紐約市的Sterling Sound Studio進行混音工程。唱片中的音樂部分有99%採用真實樂器錄音。
杜自持和張學友負責全部歌曲的監製工作，杜自持亦負責其中八首歌曲的編曲工作。

### 發行模式
唱片在推出前於iTunes Store及其他付費音樂網絡傳媒推出單曲《用餘生去愛》及《時間有淚》，官方并在各電視台及Youtube等視訊網站推出MV宣傳。2014年12月23日將推出「德國進口首批限定盤」及「藍光天碟 Blu-Ray Audio」兩種版本的CD,并會推出Analogue格式的黑膠碟(Vinyl/Record/Long Play:簡稱LP)。
這張唱片在台灣推出前並未進行預購銷售，在這種情況之下推出不到一周時間即空降成為銷量冠軍。而在中國市場更加大熱，在京東商城發售當日就破萬張；接著僅僅一個星期不僅奪得當周冠軍，更加拿到12月銷量冠軍和2014年年度銷量冠軍。

## Music Video
目前發行方環球唱片釋放了唱片中五首歌曲的音樂錄影帶，分別是《用餘生去愛》、《時間有淚》、《你說的》、《我醒著做夢》和《我只想唱歌》；其中前三部MV全部由林嘉欣飾演女主角。《用餘生去愛》的導演為馬宜中，《時間有淚》及《你說的》導演為黃中平，《我醒著做夢》由陳映之導演；而《我只想唱歌》則由廖人帥和小豪艾倫執導。

### 公眾傳媒播放
- 《用餘生去愛》的YouTube鏈接 （页面存档备份，存于）
- 《醒著做夢》的YouTube鏈接 （页面存档备份，存于）
- 《你說的》的YouTube鏈接 （页面存档备份，存于）
- 《我只想唱歌》YouTube鏈接 （页面存档备份，存于）
- 《時間有淚》YouTube鏈接 （页面存档备份，存于）

## 曲目
| 曲序     | 曲目                              |          | 作曲                                                                            | 编曲     | 备注                               | 时长  |
| -------- | --------------------------------- | -------- | ------------------------------------------------------------------------------- | -------- | ---------------------------------- | ----- |
| 1.       | 用餘生去愛（The Rest Of Time）    | 林夕     | Samuel Jean McAyla Beatley Catherine Martin Scott Effman Lukas "Nate" Nathanson | 杜自持   | 第一主打 OS: McBeth - Rest of Time | 4:14  |
| 2.       | 時間有淚（Tears Of Time）         | 陳少琪   | 蘇亦承                                                                          | 嚴勵行   | 第二主打                           | 3:38  |
| 3.       | 你說的（You Said It）             | 小安     | 小安                                                                            | 杜自持   | 第三主打                           | 4:40  |
| 4.       | 我愛上你（Fall In Love With You） | 陳少琪   | Frederik Cornelis Elisa Smekens                                                 | 杜自持   |                                    | 3:22  |
| 5.       | 我只想唱歌（I Just Want To Sing） | 林若寧   | 小安                                                                            | 杜自持   | 第五主打                           | 3:17  |
| 6.       | 控訴（The Accused）               | 小安     | 小安                                                                            | 杜自持   |                                    | 4:38  |
| 7.       | 我醒著做夢（Wake Up Dreaming）    | 林夕     | 哈利米凱爾·薩默爾西 Jasmine Baird                                               | 杜自持   | 第四主打                           | 4:05  |
| 8.       | 來得及（It's Not Too Late）       | 陳詠謙   | 林迪·羅賓 托比·蓋德 大衛·阿丘利塔                                               | 杜自持   | OS: How To Breathe                 | 3:43  |
| 9.       | 白自在（Vain Ease）               | 林若寧   | Amir Masoh                                                                      | 杜自持   |                                    | 3:38  |
| 10.      | 不錯（Not Bad）                   | 陳少琪   | 林迪·羅賓 馬可·馬林安吉爾 Jeffrey B. Franze                                     | 褚鎮東   | OS: Nel Buio Dentro Me             | 4:02  |
| 总时长： | 总时长：                          | 总时长： | 总时长：                                                                        | 总时长： | 总时长：                           | 39:20 |

## 參與人員/單位

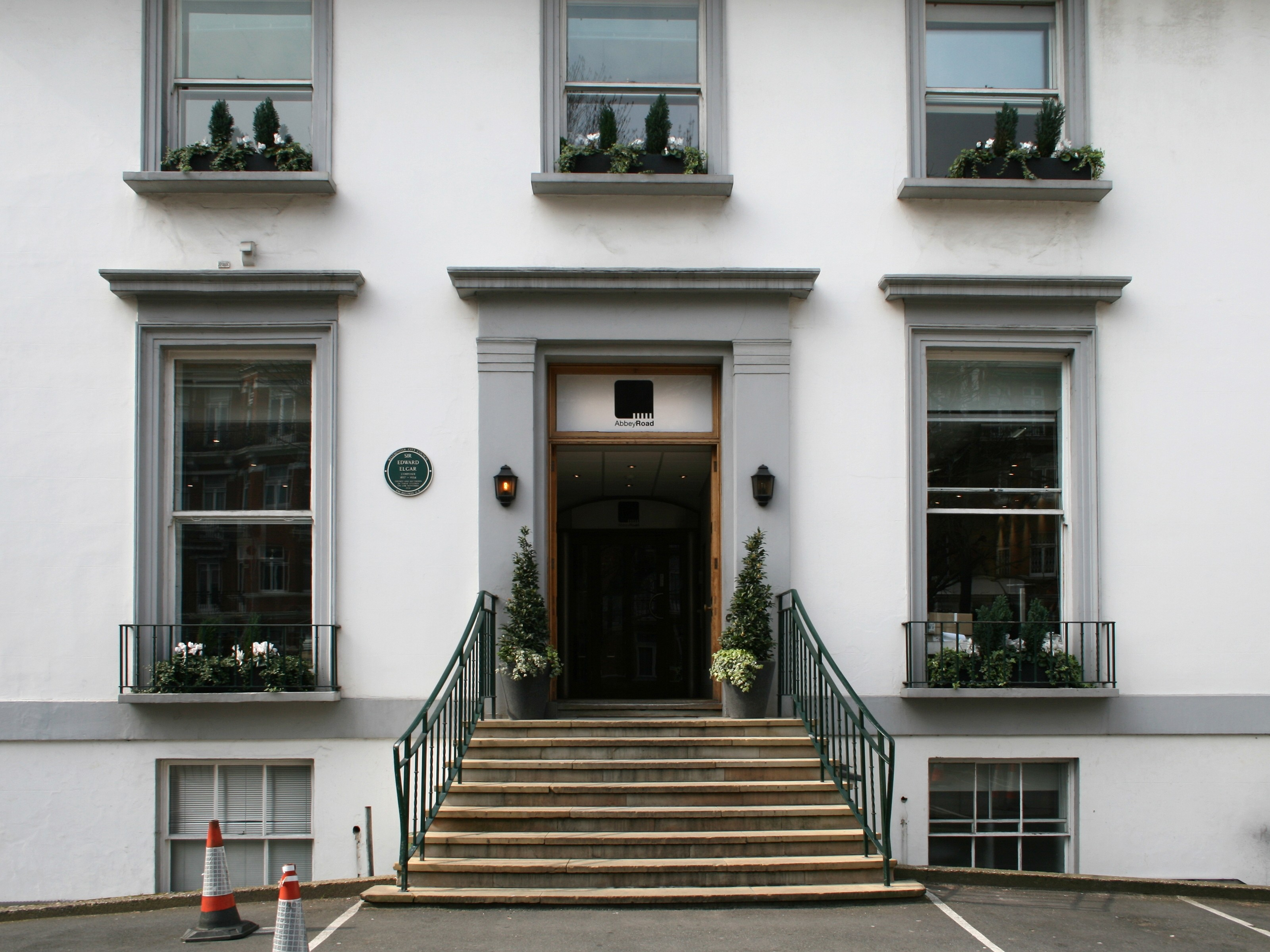
位於倫敦的著名錄音室：艾比路，這張唱片全部歌曲都在此錄製。

| 職位         | 人員/單位                                                                      | 備註                       |
| ------------ | ------------------------------------------------------------------------------ | -------------------------- |
| 監製         | 張學友                                                                         |                            |
| 監製         | 杜自持                                                                         |                            |
| 混音工程師   | 杜自持                                                                         |                            |
| 錄音工程師   | Chris Bolster Clement Pong 林永祥 Steve Barry Cohen Peter Chong Paul Pritchard |                            |
| 音樂總監     | 張學友                                                                         |                            |
| 美術指導     | 奚仲文                                                                         |                            |
| 攝影         | 夏永康                                                                         |                            |
| 封面設計     | 奚仲文/阿奇                                                                    |                            |
| 服裝         | Kei                                                                            | From Bullyblack            |
| 母帶后期制作 | Tom Coyne                                                                      | From Sterling Sound Studio |
| 化妝         | Wong                                                                           | From Soigne                |
| 髮型         | Herman Law                                                                     | From ii Salon              |

## 派臺及銷量成績
- 只列出最高排名

### 香港四台流行榜成績
| 派台次序 | 歌曲       | 903專業推介 | 997勁爆流行榜 | RTHK中文歌曲龍虎榜 | TVB勁歌金榜 |
| -------- | ---------- | ----------- | ------------- | ------------------ | ----------- |
| 01       | 用餘生去愛 | 1           | 1             | 1                  | X           |
| 02       | 我醒著做夢 | 1           | 1             | 1                  | X           |
| 03       | 你說的     | -           | -             | 13                 | X           |

- 粗體代表冠軍歌
- X 代表沒有派台

### 台灣及新馬
| 歌曲         | HITO金榜 | TVBS | 幽浮 | MyMusic | KKBOX | iTunes Store | POP Radio | 933醉心 | 988  |
| ------------ | -------- | ---- | ---- | ------- | ----- | ------------ | --------- | ------- | ---- |
| 1.用餘生去愛 | 冠軍2周  | 7    | 9    | 冠軍    | 5     | 冠軍         | 冠軍      | 冠軍3周 | 冠軍 |
| 2.時間有淚   | 冠軍     | -    | 冠軍 | 10      | 23    | 冠軍         | -         | 冠軍    | 4    |
| 3.你說的     | 季軍     | -    | 冠軍 | 冠軍    | -     | 4            | 冠軍      | 季軍    | -    |
| 7.我醒著做夢 | 4        | -    | 5    | -       | -     | 冠軍         | 5         | -       | 10   |
| 5.我只想唱歌 | 季軍     | -    | -    | -       | -     | 季軍         | 5         | -       | -    |

### 大碟銷售成績
| 榜單              | 最高排名 | 上榜週數 | 銷售冠軍週數 | 備註                        |
| ----------------- | -------- | -------- | ------------ | --------------------------- |
| HMV HK            | 冠軍     | 25       | 4周冠軍      | 鏈接                        |
| HMV SG            | 冠軍     | 23       | 2周冠軍      | （页面存档备份，存于）      |
| 香港唱片商會      | 冠軍     | 15       | 2周冠軍      | -                           |
| Hong Kong Records | 冠軍     | 13       | 4周冠軍      | 鏈接                        |
| CD Warehouse      | 冠軍     | 18       | 6周冠軍      | 鏈接                        |
| G-music           | 亞軍     | 19       | -            | 鏈接 （页面存档备份，存于） |
| five music        | 冠軍     | 22       | 1周冠軍      | 鏈接                        |
| 京東商城          | 冠軍     | 27       | 26周冠軍     | （页面存档备份，存于） 鏈接 |
| 幽浮              | 冠軍     | 11       | 3周冠軍      |                             |

## 銷量認證
| 國家/地區 | 名次 | 認證    | 銷售量     | 認證機構 | 認證時間  |
| --------- | ---- | ------- | ---------- | -------- | --------- |
| 臺灣      | 3    | 2x白金  | 6萬張以上  | RIT      | 2015年5月 |
| 香港      |      | -       | -          | -        | -         |
| 中国大陆  | 1    | 10x白金 | 30萬張以上 | IFBI     | 2015年5月 |
| 新加坡    |      | -       | -          | -        | -         |
| 马来西亚  |      | -       | -          | -        | -         |

## 評價
唱片在中國市場廣受歡迎，在内地為數不多銷售正版音樂的線上商場京東商城於12月的年尾上架，旋即奪得12月及2014全年度的銷量冠軍，冠軍位置并延續到2015年至今。內地的音樂權威雜誌《當代歌壇》將《醒著做夢》選為2014年度十大華語唱片之一，亦是唯一一張於12月發行的唱片。
唱片於2015年4月中自香港唱片商會的銷量榜下榜，共計上榜15周，其中奪得兩周的冠軍；成為一張近年來在香港唱片市場獲得成功的國語大碟。《明報周刊》的知名樂評人譚傑宏給予唱片高評價，認為唱片中含有多種華語音樂中少見的元素，他亦認為張學友的演唱穩重中帶有激情，并對唱片製作團隊的格調及格局充滿讚揚，是一張高水準製作的大碟。
台灣Hit FM將《醒著做夢》選為2014年度十大專輯之一，KKBOX編輯連續兩個月將這張唱片列為推薦專輯。DJ鄭開來表示歌曲《我醒著做夢》唱法充滿華麗與驚艷，接近男高音表現；而樂評人王祖壽則認為張學友用了七年的時間磨出《醒著做夢》這把劍，這一劍非常精彩。而華語金曲獎則將這張專輯列為2014年度十佳華語專輯的第二位，共得到12.5分的評分。知名樂評人傑米鹿認為張學友再次實現音樂性的突破與精彩，并用“弦樂與搖滾的交融”來形容這張專輯，亦認為宏大、磅礴是這張唱片的主題。這張專輯於第26屆金曲獎獲得三項提名，分別是：最佳年度歌曲獎、最佳國語專輯獎及最佳國語男歌手獎，但是最終全部鎩羽，未取得任何獎項；尤為遺憾的是在最佳國語男歌手獎的爭奪中張學友在由十九人所組成的金曲評判團中僅以一票之差敗於陳奕迅的《Rice & Shine》。

## 現場演出
在唱片正式發行前，《用餘生去愛》作為首先被釋放的單曲；獲邀在第51屆金馬獎“致電影人，沒說出口的感謝”環節中表演；這首單曲第一次由張學友現場唱出，成為頒獎典禮中最受矚目的表演；并得到樂迷及傳媒的廣泛讚揚，更加令多位電影人淚灑現場。
2015年5月24日，張學友於中國北京的國家奧林匹克體育中心體育館舉行一場小型演唱會《醒著做夢音樂會》，全場只設8000坐席。該演唱會與騰訊公司合作，進行網絡直播并對現場樂迷採用抽取免費入場券形式；亦被認為開創了一條全新的演唱會銷售模式。演唱會在騰訊視頻中第一週即獲得超過5000萬播放次數。